# 1536
Cette page concerne l'année 1536  du calendrier julien.
L'année 1536 est une année bissextile qui commence un samedi.

## Événements
- 15 mars : Soliman le Magnifique, influencé par son épouse Roxelane, qui parvint à le convaincre de la trahison de son grand vizir Ibrahim Pacha, fait assassiner celui-ci et nommera à sa place Ayas Mehmed Pacha[1].
- 15 mai : Khayr ad-Din Barberousse quitte Constantinople à la tête de la flotte ottomane pour une campagne dans l'Adriatique[2].
  - Khayr al-Din confie le pouvoir à Alger à Hassan Agha et se rend à Constantinople d’où il dirige jusqu’à sa mort en 1546 les opérations militaires contre les Espagnols[3]. Hassan Agha devient beylerbey d’Alger (fin en 1544).
- 13 août, Japon[4] : écrasement de la secte Hokke de Kyōto à l'ère Tenbun (Tenbun hokke no ran 天文法華の乱) par les moines sōhei de l’Enryaku-ji. Vingt-et-un temples sont brûlés[5].
- Début du règne de Lubatko, Mbang du Baguirmi (fin en 1548)[6].
- Guerre Adal-Éthiopie : Ahmed Gragne achève la conquête de l'Abyssinie. Les quelques régions restées indépendantes servent de refuge au Negusse Negest Dawit II et à ses partisans. Le pays est dévasté à tel point que les envahisseurs eux-mêmes souffrent de la famine[3].

### Amérique
- 22 janvier ou 3 février : le conquistador espagnol Pedro de Mendoza fonde la ville de Nuestra Senora del Buenos Aires (Argentine)[7]. Il se heurte plus au nord aux Indiens Guaranis qui entendent conquérir les hauteurs de la Bolivie et du Paraguay actuels. Ce sont de rudes guerriers, maîtres du lasso, et les pertes qu’ils infligent aux Espagnols sont considérables. Dans leur avancée, les Guaranis ont repoussé, venant de l’est, les tribus arawaks, et après avoir conquis un des lambeaux de l’ex-Empire Inca, se heurtent aux Espagnols. Pour mieux leur résister, les tribus indiennes s’unissent sous l’égide des Chiriguanos, les plus actifs des Guaranis. Pedro de Mendoza laisse le commandement à Juan de Ayolas et se rembarque pour l’Espagne. Il meurt sur le chemin du retour (24 juin 1537).
- 28 janvier, Brésil : lettre de confirmation de la capitainerie de São Tomé concédée par le roi Jean III à Pero de Góis (pt)[8]. Cette capitainerie est appelée plus tard capitainerie du Paraíba do Sul.
- Mars : arrivée de Diego de Almagro dans la vallée du Rio Copiapo au Chili. Début de la conquête des terres constituant le Chili actuel, contre les indiens Araucans, par les espagnols, conduits par Almagro puis Pedro de Valdivia (1541)[9].

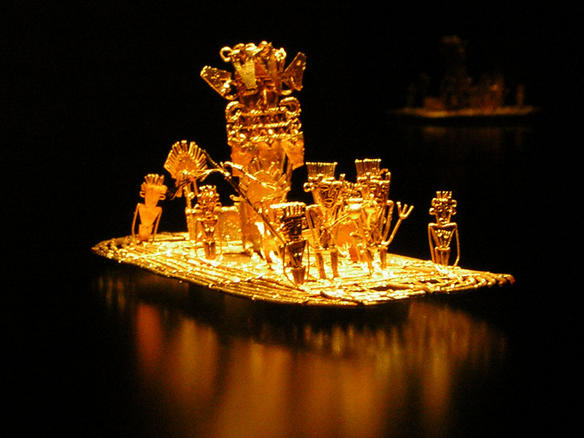
Le trésor sacré des Chibcha

- 5 avril : départ de l'expédition de Gonzalo Jiménez de Quesada en Colombie pour le compte d’Alonso Fernandez de Lugo[10]. Il part de Santa Marta avec 700 Espagnols et 3000 auxiliaires indigènes et remonte difficilement le fleuve Magdalena dans le but d’atteindre le légendaire Eldorado. Il perd de nombreux hommes et pille au passage des tombes indigènes. Il parvient dans l’empire des Chibcha où il est bien accueilli. Il trouve Zipaquirá, la capitale de Bogota, le Zipa des Chibcha, déserte. Les temples de la ville sont revêtus d’or et d’émeraudes. Les Espagnols torturent les habitants pour connaître la provenance de l’or. Ceux-ci les envoient plus au sud, mais ils ne trouvent rien. Sur le chemin du retour à Zipaquirá, Quesada rencontre les expéditions de Sebastián de Belalcázar, venu de Quito et de Nikolaus Federmann, venu de Coro, au Venezuela et travaillant pour les Welser (1538).
- 18 avril, Pérou : l’Inca Manco Cápac II, retenu par les Espagnols à Cuzco, est libéré sous le prétexte d'aller célébrer l'anniversaire de la mort son père Huayna Capac[11]. Réfugié dans la montagne andine, il organise la guerre contre les espagnols à travers tout le pays. Lima et Cuzco sont assiégées, mais l'armée indienne, par manque de préparation, doit se replier.
- 3-16 juin : Jacques Cartier aborde aux îles Saint-Pierre-et-Miquelon[12].
- 27 juin : Pedro de Alvarado fonde San Pedro Sula au Honduras[13].
- 25 juillet : Sebastián de Belalcázar fonde Santiago de Cali en Colombie. En décembre, il fonde Popayán[14].

### Europe

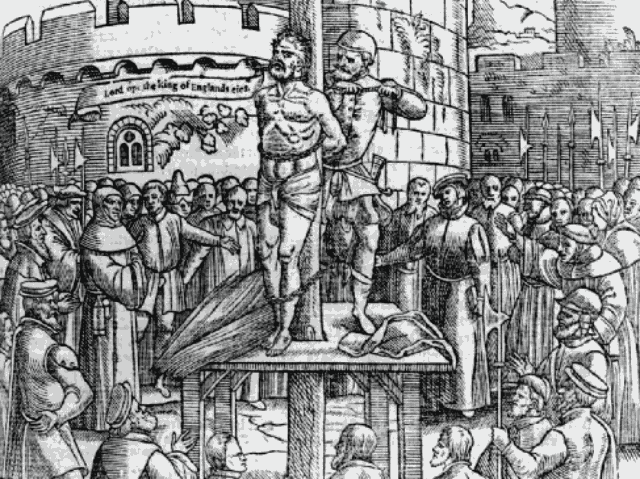
6 octobre : Le réformateur William Tyndale est brûlé comme hérétique.

- 16 janvier : les Bernois, alliés du roi de France, déclarent la guerre au duc de Savoie, prennent le pays de Vaud et débloquent Genève (2 février)[15].
- 4 février[16] : acte d'Union. Le pays de Galles est intégré aux systèmes judiciaires et administratifs anglais par une série de statuts (1536-1543)[17].
- 11 février, Lyon : François Ier donne l'ordre à l'amiral Philippe Chabot d'occuper la Bresse et la Savoie[18]. Reprise des hostilités entre la France et l’empereur (1536-1537). À la mort du dernier Sforza (1535), François Ier a fait valoir ses droits sur Milan et ceux de sa mère sur la Savoie.
- 14 février : paix de Hambourg entre Christian III de Danemark et Lübeck[19].
- 24 février : les troupes françaises envahissent la Savoie. Le duc de Savoie se réfugie à Nice[15].
- Février : capitulations (traités de commerce) des Ottomans avec la France, projet de traité établit à Constantinople par l'ambassadeur Jean de La Forest ; le texte n'est pas ratifié par le Sultan[20].
- 6 mars : le Piémont est envahi[18]. Turin capitule le 27.
- Mars : Calvin publie à Bâle son Institution de la religion chrétienne. Des éditions révisés paraissent 1539 à Strasbourg, puis en 1543, 1550, 1554 et 1559. Calvin traduit lui-même son œuvre du latin en français. Au printemps il quitte Bâle pour se rendre à la cour de Renée de France à Ferrare (1510-1575), épouse d’Hercule d'Este, qui accueille les évangélistes (Clément Marot). Il revient ensuite à Paris (2 juin), puis part pour Strasbourg en passant par Genève, où Guillaume Farel sollicite son aide pour l’évangélisation de la ville (juillet)[21].
- 5 avril : Charles Quint, venu de Tunis, fait une entrée triomphale à Rome. Il propose à François Ier de régler leur différend par un duel[18].
- 8 mai : passage de la Sesia par les troupes impériales d'Antonio de Leiva[18].
- 15 mai : Anne Boleyn et son frère, Lord Rochford, sont déclarés coupables d'adultère et d'inceste par la Haute Cour d'Angleterre[22].
- 19 mai : Anne Boleyn, condamnée à mort pour adultère est exécutée[22].

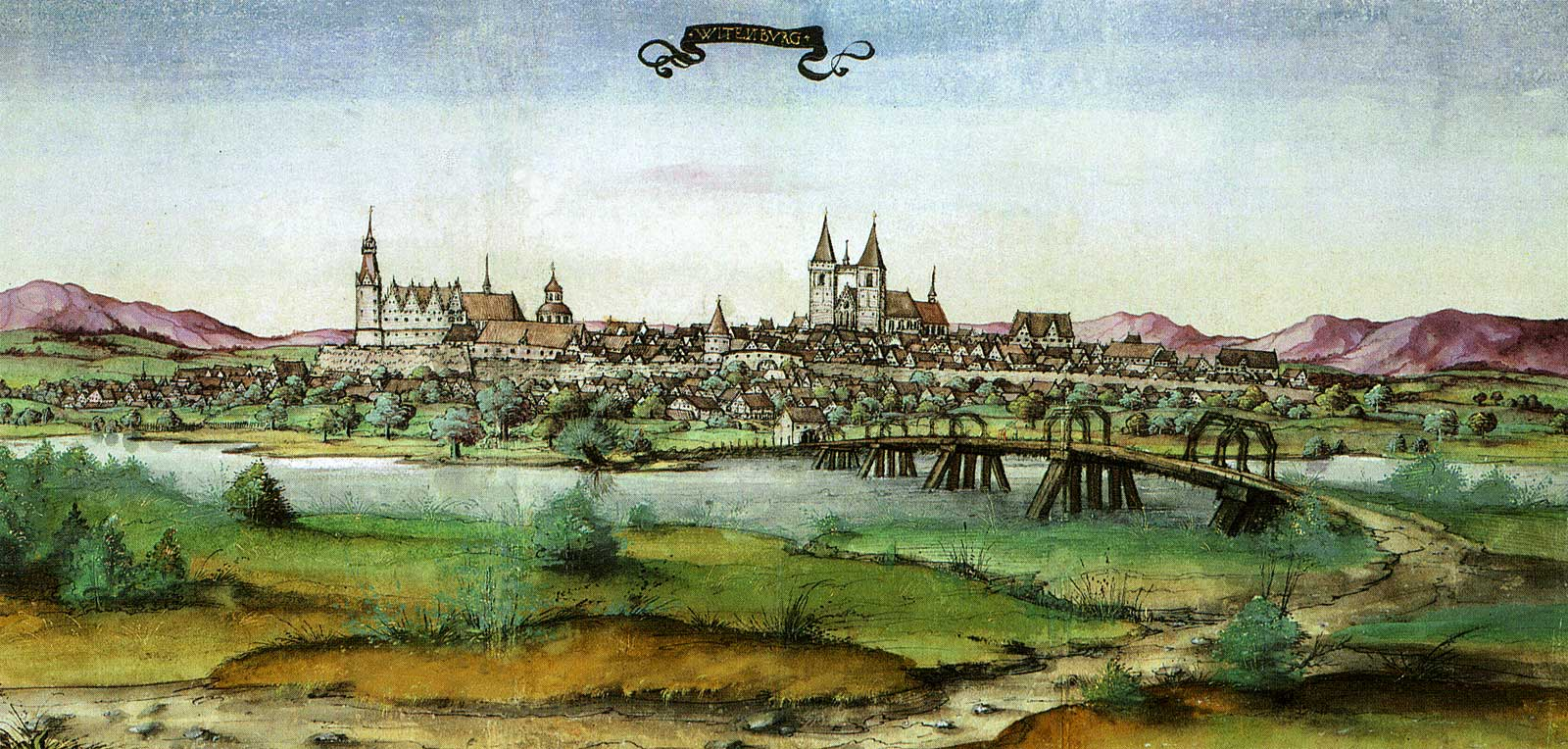
Concorde de Wittemberg. La ville en 1536

- 21-29 mai : concorde de Wittemberg, texte commun entre Martin Luther et Martin Bucer[21].
- 23 mai : établissement de l’Inquisition au Portugal[23].
- 30 mai : Henri VIII épouse Jeanne Seymour[24].
- Mai, Bâle : première Confession helvétique, de Myconius. Zurich (Henrich Bullinger) y adhère[25].
- 8 juin : ouverture du Parlement d'Angleterre qui adopte le Second Acte de Succession d'Henri VIII par lequel il écarte sa fille Élisabeth devenue illégitime. Elle perd son titre et sort de la liste des prétendants au trône d'Angleterre[26].
- 9 juin : Thomas Cromwell promulgue la Confession de foi en dix articles, influencée par le protestantisme, qui limite les sacrements à trois (baptême, eucharistie et pénitence) et fait de la Bible l’autorité suprême en matière de foi[27].
- 24 juin : prise de Fossano par les Impériaux ; défection du marquis de Saluces[18].
- 25 juillet : Charles Quint  traverse le Var avec 50 000 hommes à Saint-Laurent après avoir franchi le col de Tende dans l'arrière-pays de Nice, et ravage la Provence[18].
- Juillet : les troupes impériales d’Artois tentent d’envahir la Picardie mais sont arrêtées par les troupes françaises devant Péronne[28].

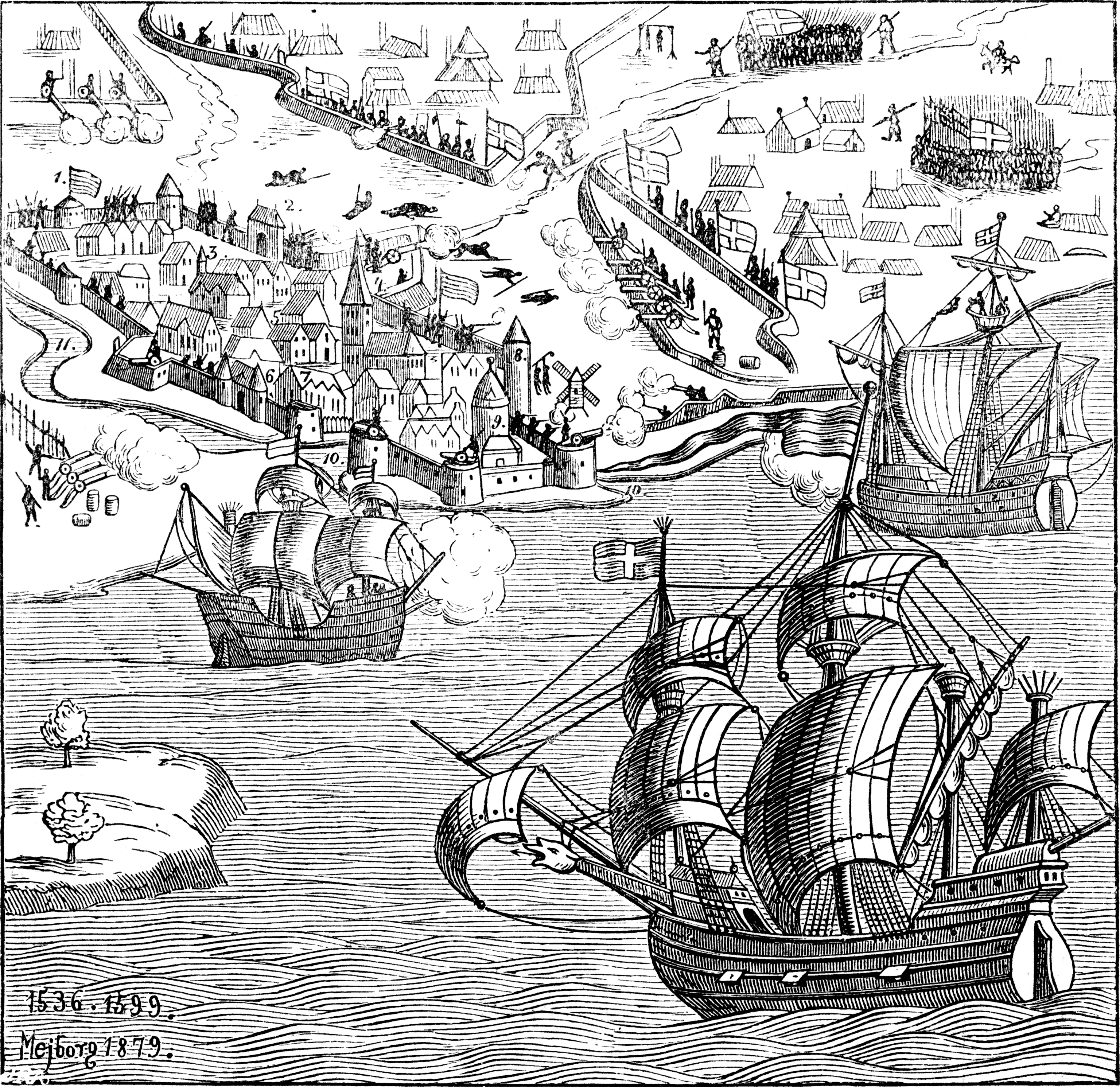
6 août : Christian III de Danemark entre à Copenhague. Le siège de la ville en 1536

- 6 août : Christian III de Danemark entre à Copenhague. Il fait arrêter tous les évêques du royaume et confisque leurs biens, ce qui lui permet de payer ses troupes (11 août). Le 12 août, il convoque les conseillers du royaume et leur propose d’exclure les évêques du Conseil[19].
- 10 août : Henri d’Orléans devient héritier du trône de France à la mort de son frère aîné François à Tournon[29].
- Août : Charles Quint fait le siège de Marseille. Anne de Montmorency pratique avec succès contre lui la politique de la terre brûlée (juin-septembre)[18].
- 24 août-8 septembre : échec des Impériaux du comte de Nassau au siège de Péronne[28].
- 11 septembre : les Impériaux doivent quitter la Provence sans avoir livré la moindre bataille[18]. Une trêve est possible en 1538 par l’intermédiaire de Paul III.
- 1er octobre :
  - Synode d’Uppsala[30]. L’évangile doit être prêché sans retard, la messe suédoise doit être introduite dans toutes les églises du royaume et les formules du missel suédois doivent servir de base à toutes les cérémonies.
  - Soulèvement du Lincolnshire[27].

- 10 octobre[31] : pèlerinage de Grâce (fin en février 1537), mouvement de révolte religieux et social dans le nord de l’Angleterre (Lincolnshire et Yorkshire) à la suite des sécularisations accomplies par Thomas Cromwell, qui aggravent le sort des fermiers et suppriment les aumônes. Les Darcy et les Percy, grands restés fidèles au pape, rassemblent 30 000 personnes qui occupent York (16 octobre) et demandent la restauration de l’autorité romaine. Ils marchent vers le sud. Le duc de Norfolk Thomas Howard les disperse au prix de quelques promesses (6 novembre) et en fait exécuter les meneurs[27].
- 28 octobre : Christian III de Danemark réunit la Diète des seigneurs à Copenhague[19].
  - Le luthéranisme devient religion d’État au Danemark (adoption de la Confession d'Augsbourg comme credo officiel). Des surintendants nommés par le roi, qui porte le titre de summum episcopus, se substituent aux évêques institués par Rome. La Réforme est mal acceptée en Islande mais est prêchée sans opposition en Norvège.
  - Christian III abolit l’Union personnelle. Il n’existe plus désormais qu’un seul royaume et qu’un seul gouvernement. La Norvège devient une province du royaume de Danemark[19].
- 5 novembre : les catholiques de Suède introduisent une Missa Lincopensis (Messe de Linköping) avec prières en suédois[32].
- 4-27 décembre : séjour du roi d'Écosse Jacques V au château de Fontainebleau avant son mariage avec la fille de François Ier, Madeleine, puis à sa mort Marie de Guise (1538)[33].
- Novembre : Suppression Act[34]. Henri VIII d'Angleterre ordonne la sécularisation des biens des monastères. Thomas Cromwell, nommé lord du sceau privé et principal conseiller du roi, est chargé de la confiscation des monastères (fin en 1538). Il est l’artisan de l’alliance avec les protestants allemands contre Charles Quint.
  - Henri VIII établit sur les restes des écoles monastiques un grand nombre de lycées et des collèges à Oxford (Christ Church, commencé par Thomas Wolsey) et à Cambridge (Trinity).
- Traité de Weitzen[35] entre Ferdinand de Habsbourg et Jean Zapolya. À la mort de Jean, Ferdinand héritera de son titre de roi et de ses possessions en Hongrie. Dans le cas où Jean aurait un fils, il obtiendrait la principauté de Transylvanie.
- Bratislava (Presbourg) devient la capitale de la Hongrie royale (1536-1830)[36]. Elle devient le siège de la diète hongroise, de la Chambre qui administre les propriétés et les revenus royaux, du conseil du gouvernement et d’autres administrations.
- Gracia Nasi, fait escale à Londres en se rendant à Anvers. Elle y trouve une communauté marrane de 37 familles[37].
- Fondation du monastère de Varlaam[38].

## Naissances en 1536
- 22 janvier : Philibert de Bade, margrave de Bade Bade († 3 octobre 1569).
- 17 mars 1537 : Toyotomi Hideyoshi, seigneur de guerre japonais († 18 septembre 1598).
  - Scévole de Sainte-Marthe, poète français († 29 mars 1623).
  - Piotr Skarga, prêtre jésuite polonais († 27 septembre 1612).
- 6 février : Sassa Narimasa, samouraï des époques Sengoku et Azumi Momoyama († 7 juillet 1588).
- 12 février : Leonardo Donato, 90e doge de Venise († 16 juillet 1612).
- 16 février : Antoine Loysel, célèbre jurisconsulte français, élève de Cujas († 28 avril 1617.
- 24 février : Clément VIII, pape italien († 3 mars 1605).
- 7 mars : Achille de Harlay, magistrat français († 23 octobre 1616).
- 10 mars : Thomas Howard, 4e duc de Norfolk († 2 juin 1572).
- 31 mars : Yoshiteru Ashikaga, shogun japonais († 17 juin 1565).
- 2 avril : Frédéric Perrenot de Granvelle, homme politique français († 1602).
- ? avril : Ignazio Danti, moine dominicain, mathématicien, astronome et cosmographe italien († 19 octobre 1586).
- 8 avril : Barbara de Hesse, noble allemande († 8 juin 1597).
- 15 mai : Jacques de Pamele, théologien et prélat belge († 19 septembre 1587).
- 20 juillet : Jean Sarazin, archevêque de Cambrai († 3 mars 1598).
- 10 août : Caspar Olevian, théologien réformé allemand († 15 mars 1587).
- 14 août : René II d'Elbeuf, baron d'Elbeuf puis marquis d'Elbeuf († 14 décembre 1566).
- 25 septembre : Juan de Mariana, prêtre jésuite espagnol († 17 février 1624).
- 6 octobre : Santi di Tito, peintre italien († 24 juillet 1603).
- 18 octobre : William Lambarde, antiquaire anglais († 19 août 1601).
- 20 octobre :
  - Joachim-Ernest d'Anhalt, prince de la maison d'Ascanie († 6 décembre 1586).
  - Ennemond Bonnefoy, jurisconsulte français († 8 février 1574).
- 28 octobre : Félix Platter, médecin, anatomiste et botaniste suisse († 28 juillet 1614).
- 11 novembre : Marcantonio Memmo, 91e doge de Venise († 31 octobre 1615).
- 26 décembre : Yi I, lettré confucéen coréen († 1584).
- Date précise inconnue :
  - Asakura Kagetake, samouraï et daimyo du clan Asakura de la période Sengoku de l'histoire du Japon († 25 septembre 1575).
  - Pierre Ayrault, jurisconsulte français († 21 juillet 1606).
  - Geoffroy de Billy, évêque-duc de Laon et pair ecclésiastique de France († 28 mars 1612).
  - William Burrough, navigateur britannique († 1598).
  - Vincenzo Campi, peintre italien († 3 octobre 1591).
  - Giovanni De Vecchi, peintre maniériste italien († 1614).
  - Claude de Faucon de Ris, magistrat français († 1601).
  - Juan de Fuca, navigateur grec au service du roi d'Espagne Philippe II († 1602).
  - Isaac de Helle, peintre espagnol († 1594).
  - Teodoro Ghigi, peintre maniériste italien († 1601).
  - Arthur Golding, traducteur anglais († 1605).
  - Charles Howard, 1er comte de Nottingham, magistrat et amiral anglais († 14 décembre 1624).
  - Ikeda Tsuneoki, daimyo de la période Sengoku de l'histoire du Japon († 18 mai 1584).
  - Jeong Cheol, écrivain, politicien, philosophe et poète coréen sous la dynastie Joseon († 1593).
  - Konoe Sakihisa, fils du régent Taneie, kuge (noble de cour) du Japon († 7 juin 1612).
  - Claude de La Châtre de La Maisonfort, seigneur et baron de La Maisonfort, capitaine catholique des guerres de religion († 14 décembre 1614).
  - Ottaviano Mascherino, architecte, sculpteur et peintre italien († 6 août 1606).
  - Henri de Monantheuil, mathématicien, médecin et professeur français († 1606).
  - Nejime Shigenaga, samouraï des époques Sengoku et Azuchi-Momoya de l'histoire du Japon († 1580).
  - Oda Nobuyuki, samouraï de l'époque Sengoku de l'histoire du Japon († 22 novembre 1557).
  - Luigi Pasqualigo, militaire et homme de lettres vénitien († 1576).
  - Balthasar Russow, pasteur, prédicateur et chroniqueur de Livonie et d'Estonie († 24 novembre 1600).
  - Sadeddin, historien ottoman († 2 octobre 1599).
  - Daniel Specklin, architecte alsacien († 18 octobre 1589).
  - Suwa Yoritada, samouraï de l'époque Sengoku de l'histoire du Japon († 13 septembre 1606).
  - Tenkai, moine bouddhiste Tendai japonais de l'époque Azuchi Momoyama et du début de l'époque Edo († 1643).
  - Wada Koremasa, vassal du Clan Oda à la fin de l'époque Sengoku du Japon féodal († 17 septembre 1571).
- Vers 1536 :
  - Jean Cousin le Jeune,  peintre maniériste français († 1595).
  - Jean de Léry, grand voyageur et écrivain français († vers 1613).
  - Juan Fernández, navigateur et explorateur espagnol († vers 1604).
  - Giuseppe Mazzuoli, peintre maniériste italien († 9 novembre 1589).
  - Antonio Monserrate, prêtre jesuite espagnol († 26 octobre 1605).
  - Cesare Nebbia, peintre maniériste italien († vers 1614).
  - Cesare Negri, danseur italien († après 1604).
  - Paris Nogari, peintre italien († 1601).
  - Thomas Sackville, homme d'État et poète anglais († 19 avril 1608).
  - Jean Vauquelin de La Fresnaye, poète français († 1607).
- Après 1536 :
- Louis d'Amboise d'Aubijoux, seigneur d'Aubijoux, page du roi François Ier pendant son enfance († 20 octobre 1614).

## Décès en 1536
- 7 janvier : Catherine d'Aragon, reine d'Angleterre, première épouse d'Henri VIII d'Angleterre (° 16 décembre 1485).
- 2 février : Jean de Leyde, chef tyrannique des anabaptistes de la ville rhénane de Münster (Westphalie) (° 1509).
- 3 février : Garcia de Resende, poète, chroniqueur, musicien et architecte portugais (° 1470).
- 25 février : Jacob Hutter, anabaptiste tyrolien, brûlé pour hérésie (° vers 1500).
- Mars : Jacques Lefèvre d'Étaples, théologien, humaniste et éditeur français (° vers 1450).
- 7 avril : Imagawa Ujiteru, daimyo de la période Sengoku à la tête du clan Imagawa de la province de Suruga (° 1513).
- 19 mai : Anne Boleyn, reine d'Angleterre, deuxième épouse d'Henry VIII d'Angleterre, condamnée à mort et décapitée (° vers 1500).
- 9 juin : Louis II d'Orléans-Longueville, fils de Jeanne de Hochberg et de Louis Ier d'Orléans-Longueville (° 5 juin 1510).
- 12 juillet : Érasme de Rotterdam
- 23 juillet : Henry FitzRoy, 1er comte de Nottingham et 1er duc de Richmond et Somerset (° 15 juillet 1519).
- 10 août : François III de Bretagne, fils aîné du roi de France François Ier et de Claude de France, duchesse de Bretagne et reine consort de France (° 28 février 1518).
- 25 septembre : Jean Second, humaniste et poète érotique néerlandais néolatin (° 15 novembre 1511).
- 6 octobre : William Tyndale, érudit protestant anglais, étranglé puis brûlé à Vilvorde (° 1494).
- 14 octobre : Garcilaso de La Vega, poète lyrique espagnol (° 1503).
- Date précise inconnue :
  - Juan Pizarro, conquistador espagnol (° 1511).
  - Narziß Renner, peintre enlumineur allemand (° 1502).